# Aleochara moerens
Aleochara moerens är en skalbaggsart som beskrevs av Leonard Gyllenhaal 1827. Aleochara moerens ingår i släktet Aleochara, och familjen kortvingar. Arten är reproducerande i Sverige.